# Neuseeländische Cricket-Nationalmannschaft in England in der Saison 1969
Die Tour der neuseeländischen Cricket-Nationalmannschaft nach England in der Saison 1969 fand vom 24. Juli bis zum 26. August 1969 statt. Die internationale Cricket-Tour war Bestandteil der Internationalen Cricket-Saison 1969 und umfasste drei Tests. England gewann die Serie 2–0.

## Vorgeschichte
England bestritt zuvor eine Tour gegen die West Indies, für Neuseeland war es die erste Tour der Saison.
Das letzte Aufeinandertreffen der beiden Mannschaften bei einer Tour fand in der Saison 1965/66 in Neuseeland statt.

## Stadien
Die folgenden Stadien wurden für die Tour als Austragungsort vorgesehen.
| Stadion               | Stadt      | Kapazität | Spiele  |
| --------------------- | ---------- | --------- | ------- |
| The Oval              | London     | 23.500    | 3. Test |
| Lord’s Cricket Ground | London     | 30.000    | 1. Test |
| Trent Bridge          | Nottingham | 15.350    | 2. Test |

## Kaderlisten
Die Mannschaften benannten die folgenden Kader.
| Test | Test |
| England | Neuseeland |
| --- | --- |
| - Ray Illingworth (K) - Geoff Arnold - Geoff Boycott - David Brown - Basil D’Oliveira - Mike Denness - John Edrich - Keith Fletcher - Barry Knight - Alan Knott (wk) - Phil Sharpe - John Snow - Derek Underwood - Alan Ward | - Graham Dowling (K) - Mark Burgess - Richard Collinge - Bevan Congdon - Bob Cunis - Dayle Hadlee - Brian Hastings - Hedley Howarth - Dick Motz - Bruce Murray - Vic Pollard - Bruce Taylor - Glenn Turner - Ken Wadsworth (wk) |

## Tests

### Erster Test in London
| 24. – 28. Juli Scorecard | London (Lord’s) | England 190 (74.5) & 340 (140.4) | – | Neuseeland 169 (87.3) & 131 (75.5) |
|                          |                 | England gewinnt mit 230 Runs     |   |                                    |

England gewann den Münzwurf und entschied sich als Schlagmannschaft zu beginnen.

### Zweiter Test in Nottingham
| 7. – 12. August Scorecard | Nottingham | Neuseeland 294 (127.5) & 66-1 (23) | – | England 451-8d (155) |
|                           |            | Remis                              |   |                      |

Neuseeland gewann den Münzwurf und entschied sich als Schlagmannschaft zu beginnen.

### Dritter Test in London
| 21. – 26. August Scorecard | London (Oval) | Neuseeland 150 (82.3) & 229 (116.3) | – | England 242 (98) & 138-2 (52.3) |
|                            |               | England gewinnt mit 8 Wickets       |   |                                 |

Neuseeland gewann den Münzwurf und entschied sich als Schlagmannschaft zu beginnen.